# Ildo Meneghetti
Ildo Meneghetti (Porto Alegre, 1895 - 1980) fue un ingeniero y político brasileño, alcalde de su ciudad natal y gobernador de Rio Grande do Sul. Ocupó por dos ocasiones ambos cargos. Además fue presidente del Sport Club Internacional entre 1929 y 1934 y posteriormente en 1938.

## Alcalde de Porto Alegre
Afiliado al Partido Social Democrático, el 15 de julio de 1948 fue nombrado alcalde de la capital gaucha por el gobernador Walter Só Jobim. Cuando Jobim fue sucedido por Ernesto Dornelles, del Partido Laborista Brasileño, el 1 de febrero de 1951, Meneghetti renunció a su cargo. Fue sucedido por Eliseu Paglioli nombrada por Dornelles. Ese mismo año se celebraron elecciones directas para alcalde, decidiendo Meneghetti presentarse al cargo, en una coalición del PSD, UDN y PL. Ganó las elecciones quedando por delante de Leonel Brizola, del PTB por cerca de mil votos.
En julio de 1954 dejó la alcaldía nuevamente, pero en esta ocasión para presentarse, y ganar, al puesto de gobernador.

## Gobernador de Rio Grande do Sul
De 1955 a 1959 fue gobernador de su estado natal, cargo para el cual sería reelegido en 1962. En el segundo mandato apoyó a los segmentos más conservadores de la sociedad, en el proceso que culminaría en el golpe militar de 1964. Sin embargo, Meneghetti fue apartado de su puesto por el gobierno militar federal, sustituyéndolo por Walter Peracchi Barcelos de la ARENA.
- Datos: Q3796373
- Multimedia: Ildo Meneghetti / Q3796373